# هومبورغ

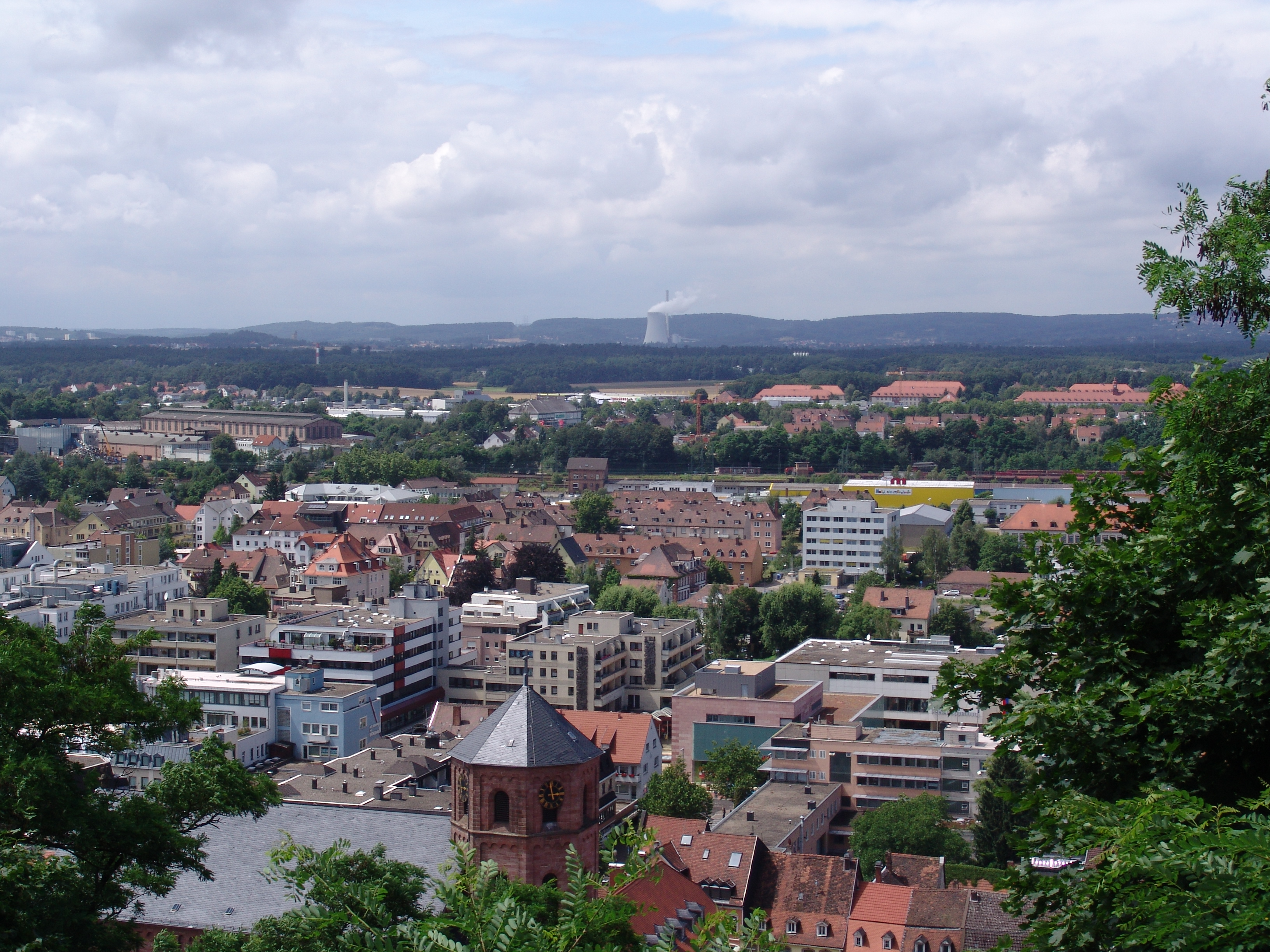

هومبورج أو هُمْبُرْغ أو هُمْبُرْج هي مدينة في ألمانيا. يبلغ عدد سكانها حوالي حوالي 44000 نسمة ، وهي ثالث أكبر مدينة في سارلاند. مدينة جامعية بها الحرم الجامعي الثاني ل جامعة السارلاند خاص بطلبة الطب وطب الأسنان و جزء من أقسام الصيدلة.

## توأمة
لهومبورغ اتفاقيات توأمة مع كل من:
- إلميناو
- لا بول إسكوبلاك

## أعلام
- لورا شتاينباخ
- أستريد كلوك
- كورت كليمنس
- أندرياس هاس
- برونو ويبر
- باتريك شميت
- هرمان نويبيرغر

## الوصلات الخارجية
الموقع الرسمي